# 男女群島
男女群島（だんじょぐんとう）は、五島列島福江島の南南西およそ70kmの東シナ海に浮かぶ島嶼群。無人島。長崎県五島市浜町に属する。
国指定の男女群島鳥獣保護区（環境省）、史跡名勝天然記念物（文化庁）、男女群島生物群集保護林（林野庁）に指定されている。

## 概要
- 総面積 - 4.75km2
- 最大標高差 - 283m
- 座標 - 北緯31度59分20秒 東経128度21分7秒 / 北緯31.98889度 東経128.35194度
- 人口 - 0人
かつては、国内最後の有人灯台だった女島灯台へ、航路標識事務所から10日交代で職員が4人派遣されていた。2006年（平成18年）11月12日、動力をディーゼルから太陽光に切り替えたことにより、無人化された。
- 地理 - 対馬海流のぶつかる絶海の孤島であるため、その周辺は漁場に恵まれており、男女群島には渡り鳥や釣り人がよく上陸する。

### 構成
北東から南西に向かって、男島、クロキ島、中ノ島、ハナグリ島、女島と島が連なる。30kmほど北西沖には肥前鳥島がある。
- 男島
- クロキ島（黒木島）
- 中ノ島（寄島）
- ハナグリ島（花栗島） - ハナクリ島とも
- 女島

### 小島・岩礁
国土地理院地図（抄）
- 鮫瀬、沖赤瀬、二重鼻、ヲキノヒラセ、ガメ瀬小島 - 女島
- 帆立岩（帆立島）- 寄島の南沖
- 北泊り、立神、真浦タテガキ、小泊、ベットウ岩、荒瀬崎、マツタ、アカモ - 男島

## 自然
男女群島は全ての島が均質な溶結凝灰岩から成り立つ。海岸線は海食崖により囲まれており、上陸できる海岸は男島、女島の数カ所しかなく、柱状節理が随所にみられる。植物は、暖温帯性（北方系）のタブノキやヤブニッケイ等と亜熱帯性（南方系）のオオタニワタリやクワズイモ等が混生する。また、マルバニッケイなどの北限地に当たる。
動物は、天然記念物であるカラスバトやアカヒゲが生息する他、爬虫類や昆虫でも例として男島にヒバカリの固有亜種ダンジョヒバカリが分布するなど珍しい種が生息する。
地質・鉱物、植物、動物の点から貴重な自然を呈しているため、1969年（昭和44年）8月18日国指定の天然記念物（天然保護区域）に指定されている。そのため、一般人の立ち入りには許可が必要である。また、オオミズナギドリやカンムリウミスズメなどの海鳥の集団繁殖地となっており、1973年（昭和48年）11月1日に国指定男女群島鳥獣保護区（集団繁殖地）に指定されている（面積416ヘクタール、全域が特別保護地区）。

## 歴史
国産み神話では、イザナギとイザナミの二柱の神がまず大八島を産み、続いて6島を産んでいるが、通説では男女群島が6島の最後に産んだとされる両児島（ふたごのしま）に比定される。
8世紀後半から9世紀にかけて南路をとった遣唐使船の航海の目印となり五島列島と寄港地になった。中世になると源定茂が島を所領して海外貿易の中継地として利用した。室町期から戦国時代にかけては松浦水軍の松浦党に属した宇久氏の勢力下に入り、男島や女島から当時の遺物が出土している。
江戸時代の承応年間（1652年-1655年）には漁場として最盛期を迎え、島在住の地元漁師はもちろん四国や九州各地から多くの漁船が集まり、福江藩の職制に「女島奉行」が設置されるほどになった。
1886年（明治19年）には周辺海域でサンゴ漁が始められ、1889年（明治22年）には300隻を超える船が操業した。1902年（明治35年）頃からは日本全国から仲買人が島を訪れるようになり、明治末年には外国人も参加して、島に居住するイタリア人の仲買人もいた。海難事故も多く、1905年（明治38年）に約1200人、その翌年に約1000人がサンゴ漁の途中に台風に遭って遭難して命を落としている。
1889年（明治22年）4月1日に、町村制施行により南松浦郡富江村に属するとされた。その後、1928年（昭和3年）1月1日より大浜村の所属となる。
1925年（大正14年）には女島灯台の建設が開始され、1927年（昭和2年）に竣工、初点灯している。その後、女島の高崎山に日本海軍のレーダー基地が建設された。
1945年（昭和20年）6月8日に、戦火が迫り空襲が相次いでいたため、民間人引き上げ命令が出されて全島民、女島灯台職員および職員家族全員が退去した。11月5日、進駐軍が女島灯台施設を爆破。 
1948年（昭和23年）3月1日に、女島灯台の戦災復旧にあわせて灯台職員および島民らが帰島した。
1957年（昭和32年）には、木下恵介監督の映画作品『喜びも悲しみも幾歳月』（1957年）の舞台の一つとなり、主に女島でロケーション撮影された。
1969年（昭和44年）8月18日に、国指定の天然記念物（天然保護区域）に指定される。総合学術調査の際、男島の林の中で中世の石垣群が発見されている。
近年は、近隣諸国からの密入国や密輸、密漁や不審船の監視のために海上保安庁の巡視船が近海をパトロールしている。
2006年11月から無人島になったが、日本でも屈指の磯釣り、ダイビングスポットになっており、全国からの観光客で賑わいをみせている。

## 排他的経済水域問題
九州の西側に点在する日本の離島の一つであり、東シナ海における日本の領海や排他的経済水域（EEZ）の基点となる。
大韓民国との海洋紛争の舞台ともなっている。2021年1月、海上保安庁の測量船「拓洋」が女島の約163キロメートル西方で、韓国海洋警察庁の船から「韓国の管轄海域での調査は違法」と要求を受け、日本政府が抗議した事件が起きた。

## 交通

### 港湾
真浦漁港…男島にある五島振興局管理の漁港。
- 九州本土からの渡船は長崎県（長崎市、平戸市、佐世保市）、熊本県、鹿児島県などから出ており、高速艇で3時間程度で到着する。

### その他
女島灯台…五島市浜町女島1256番地
- 海上保安庁管理の女島ヘリポートがある。

## 参考図書
- 新田次郎『珊瑚』新潮文庫 1983年 ISBN 978-4101122243
- 『富江町郷土誌』文生書院